# シンガポール地下鉄C151A形電車
シンガポール地下鉄C151A形電車（シンガポールちかてつC151Aがたでんしゃ）はシンガポール地下鉄（MRT）の通勤形電車である。

## 概要
本車両は川崎重工と四方機車車両が132両製造した。2011年から2012年に納入された。

### 内装

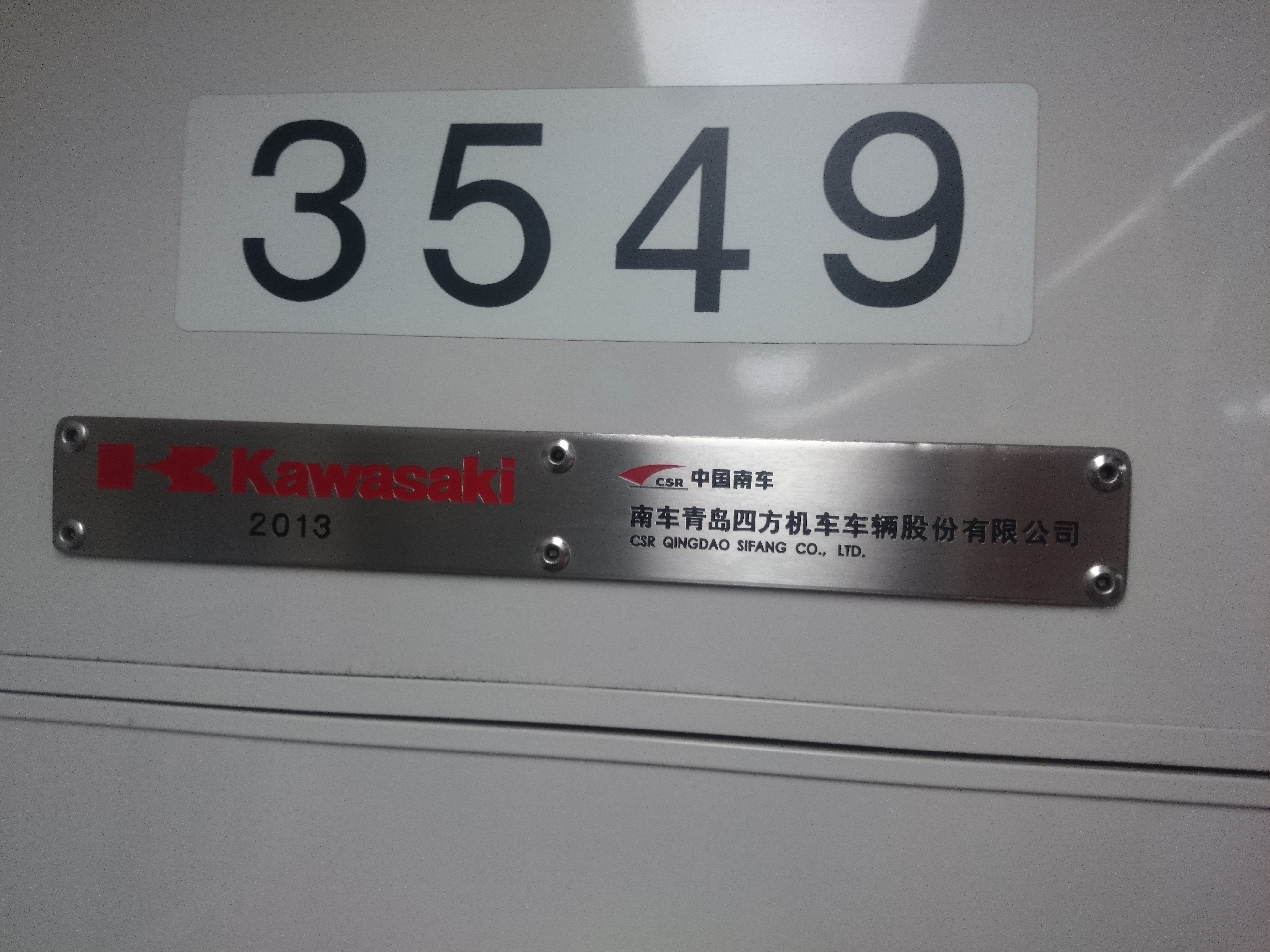
C１５１A電車の内部のラベル

### 編成
通常は2M1Tの3両のユニット2つで6編成で運用されておりTc - M - Mc - Mc - M - Tcとなっている。付番は4桁の数字でされており、千の位が号車番号で3は必ず付随車に充てられている。その他はユニット番号になっている。501番ユニットと502番ユニットの編成の場合、3501 - 1501 - 2501 - 2502 - 1502 - 3502となる。